# St. Petersburg Open 2000 - Qualificazioni doppio
Le qualificazioni del doppio  dello  St. Petersburg Open 2000 sono state un torneo di tennis preliminare per accedere alla fase finale della manifestazione. I vincitori dell'ultimo turno sono entrati di diritto nel tabellone principale. In caso di ritiro di uno o più giocatori aventi diritto a questi sono subentrati i lucky loser, ossia i giocatori che hanno perso nell'ultimo turno ma che avevano una classifica più alta rispetto agli altri partecipanti che avevano comunque perso nel turno finale.
Le qualificazioni del doppio del torneo St. Petersburg Open 2000 prevedevano 4 coppie partecipanti di cui una è entrata nel tabellone principale.

## Teste di serie
1. Alberto Martín /  Albert Portas (primo turno)

1. Dominik Hrbatý /  Harel Levy (Qualificati)

## Qualificati
1. Dominik Hrbatý  /   Harel Levy

## Tabellone

### Legenda
| - Q = Qualificato - WC = Wild card - LL = Lucky loser | - ALT = Alternate - SE = Special Exempt - PR = Protected Ranking | - w/o = Walkover - r = Ritirato - d = Squalificato |

|  | Primo turno | Primo turno                     | Primo turno                     | Primo turno | Primo turno |  |  | Ultimo turno | Ultimo turno              | Ultimo turno              | Ultimo turno | Ultimo turno |  |
|  |             |                                 |                                 |             |             |  |  |              |                           |                           |              |              |  |
|  |             | Devin Bowen Jim Thomas          | Devin Bowen Jim Thomas          | 6           | 6           |  |  |              |                           |                           |              |              |  |
|  | 1           | Alberto Martín Albert Portas    | Alberto Martín Albert Portas    | 3           | 2           |  |  |              | Devin Bowen Jim Thomas    | Devin Bowen Jim Thomas    | 4            | 4            |  |
|  | 2           | Dominik Hrbatý Harel Levy       | Dominik Hrbatý Harel Levy       | 7           | 7           |  |  | 2            | Dominik Hrbatý Harel Levy | Dominik Hrbatý Harel Levy | 6            | 6            |  |
|  |             | Andrey Čerkasov Artem Derepasko | Andrey Čerkasov Artem Derepasko | 5           | 5           |  |  |              |                           |                           |              |              |  |